# Man’yōshū
Das Man’yōshū (japanisch 萬葉集 bzw. 万葉集, in Umschrift auch Manioschu, dt. „Sammlung der zehntausend Blätter“) ist die erste große japanische Gedichtanthologie. Es handelt sich um eine Sammlung von 4.496 Waka-Gedichten, die unter anderem den Kokashū und den Ruijū Karin (類聚歌林) enthält. Das Man’yōshū nimmt in der vorklassischen Literatur Japans (Nara-Periode) eine besondere Stellung ein. Es wurde um 759 und im Unterschied zu allen nachfolgenden Sammlungen der Heian-Zeit nicht auf kaiserlichen Geheiß, sondern von privater Hand, vornehmlich von dem Dichter Ōtomo no Yakamochi nach chinesischem Vorbild, kompiliert. Der von ihm mehr oder minder zufällig angelegte Umfang von 20 Bänden diente den folgenden kaiserlichen Gedichtsammlungen als Vorbild.
Die ältesten Gedichte lassen sich nach traditioneller Jahreszählung bis ins 4. Jahrhundert zurückdatieren, die meisten stammen jedoch aus dem Zeitraum zwischen 600 und 750.
Die Zusammenstellung ist in der Man’yōgaki, in der chinesische Schriftzeichen zur Darstellung der Aussprache dienen, geschrieben. Die Aufzeichnung der Gedichte erfolgte ausschließlich in Kanji, den von den Japanern übernommenen chinesischen Schriftzeichen. Diese Schriftzeichen wurden sowohl logografisch als auch phonetisch genutzt. Letztere werden auch als Man’yōgana bezeichnet.
Im Man’yōshū werden 561 Verfasser mit Namen genannt, darunter 70 Frauen. Darüber hinaus bleiben ein Viertel der Dichter anonym, sodass man weitere 200 Verfasser annehmen kann. Darunter waren unter anderem Ōtomo no Tabito (665–731), Yamanoue no Okura (660–733) und Kakinomoto no Hitomaro.

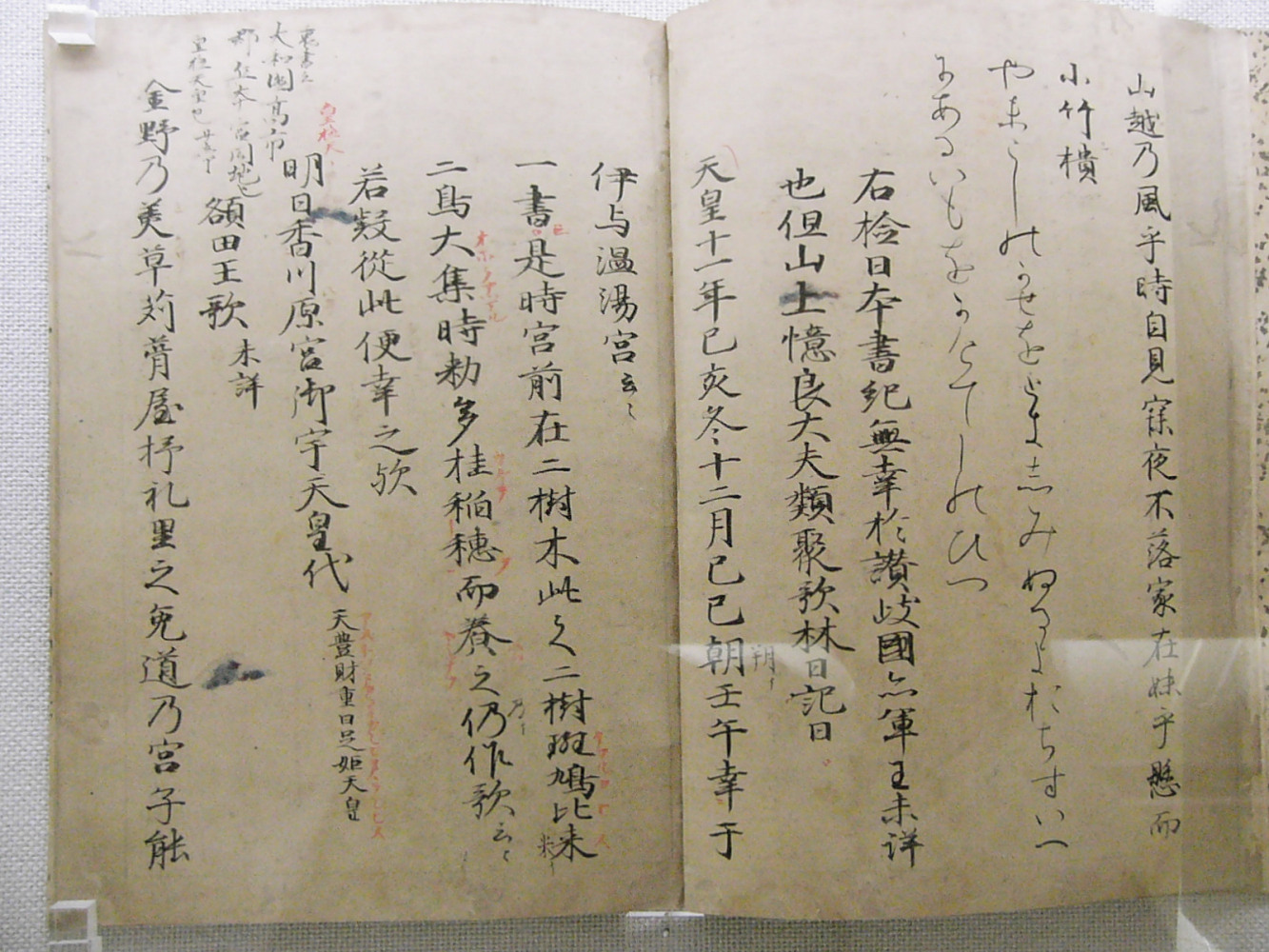
Man’yōshū-Textausgabe, 12. Jahrhundert

## Titel und Gliederung
Der Titel hat den Übersetzern seit jeher Schwierigkeiten bereitet. Insbesondere das zweite der drei Logogramme im Titel man–yō–shū kann unterschiedlich verstanden werden. Das Schriftzeichen man (万) bedeutet heute gemeinhin Zehntausend, wurde aber auch verwendet, um eine unbestimmt große Zahl, vergleichbar dem Begriff Myriade, auszudrücken. Das Schriftzeichen shū (集) = Sammlung ist in seiner Bedeutung weitgehend eindeutig. Das Logogramm yō (葉) ist häufig in der Bedeutung Blatt verstanden worden und zu Koto no ha, wörtlich: Wort-Blatt (言葉, kotoba) im Sinne von Wort, Rede, Gedicht expandiert worden. Diese Auffassung führt zu der wohl häufigsten Übersetzung des Begriffs „Sammlung der zehntausend Blätter“. Das zweite Logogramm ist darüber hinaus auch in der Bedeutung mansei (万世), manyō (万葉) = viele Generationen aufgefasst worden. In diesem Fall lautete der Titel etwa Gedichte vieler Generationen.
Die Herausgeber des Werkes sind unbekannt, jedoch dürfte der Dichter Ōtomo no Yakamochi maßgeblich zu der Entstehung der Sammlung beigetragen haben. Namentlich bekannt sind über 561 Poeten, jedoch sind ca. 25 % der Dichter, die zu der Vielfalt des Man’yōshū beigetragen haben, unbekannt geblieben. Die ältesten Gedichte stammen bereits aus dem 4. Jahrhundert. Die meisten Gedichte der Anthologie stammen jedoch aus dem Zeitraum zwischen 600 und 750. Den Großteil des Werkes machen 4173 kurze Dichtungen Mijika-uta, die sogenannten Tanka aus. Daneben enthält das Man’yōshū 261 Langgedichte Naga-uta oder Chōka, und 61 ausdrücklich gekennzeichnete Sedōka, symmetrisch aufgebaute sechszeilige Gedichte.
Während die späteren kaiserlichen Gedichtsammlungen einem strengen inhaltlichen Gliederungsprinzip (Frühling, Sommer, Herbst, Winter, Abschied, Liebe etc.) folgen, ist die Anordnung der Gedichte im Man’yōshū noch weitgehend ungeordnet. Die Gedichte können in sechs Gruppen eingeteilt werden, die über den ganzen Textkorpus verteilt sind:
- Kusagusa no uta oder Zōka (雑歌) – vermischte Gedichte, wie zum Beispiel Glückwunschgedichte, Reiselieder und Balladen.
- Sōmon (相聞) – Gedichte in gegenseitiger Äußerung eines freundlichen Gefühls. Beispielhaft dafür ist ein Gedicht, das Nukada, die Nebenfrau des Kaisers Tenji an den jüngeren Bruder des Kaisers, Prinz Ōama, schrieb, als er während eines Jagdausflugs ihr zu verstehen gab, dass er um sie werbe.
- Banka (挽歌) – Elegien, zu denen Lieder über den Tod der Mitglieder der kaiserlichen Familie gehören.
- Hiyuka (譬喩歌) – allegorische Gedichte
- Shiki kusagusa no uta oder Eibutsuka (詠物歌) – vermischte Gedichte mit besonderer Berücksichtigung der Natur und der vier Jahreszeiten
- Shiki Sōmon – gegenseitige Äußerungen mit Berücksichtigung der Jahreszeiten[Anm. 3]

## Entstehung
Schon zu Beginn des 10. Jahrhunderts konnte man nicht mehr recht sagen, von wem und wann das Man’yōshū zusammengestellt worden war. Dies war vor allem dem Umstand zu schulden, dass sich die Tenno und mit ihnen der Hof in den nachfolgenden Regierungsperioden bis zur Engi-Zeit wieder der chinesischen Poesie zuwandten. Man kann daher nicht mit Gewissheit sagen, wer die Zusammensteller dieses umfangreichen Werkes waren. Sicher ist nur, dass die Sammlung in der späten Nara-Zeit beendet wurde.
Den Ausführungen des Priesters Keichū (契沖) zufolge entstand das Man’yōshū im Unterschied zu den Sammlungen aus einundzwanzig Epochen, die auf kaiserlichen Befehl zusammengestellt wurden, als private Sammlung des Poeten Yakamochi von dem Klan Ōtomo. Er selbst, in diverse politische Angelegenheiten verwickelt, verstarb unter dubiosen Umständen 785. Der Klan Ōtomo verschwand daraufhin vollständig bis zum Ende des 9. Jahrhunderts.
Die Hauptquellen des Man’yōshū, das Kojiki und das Nihonshoki (oder auch Nihongi genannt) sind selbst in der Anthologie erwähnt. Des Weiteren dienten als Quellen Werke einzelner Dichter, Memoiren, und Tagebücher, aber auch mündlich überlieferte Dichtungen. In manchen Fällen ist die Originalquelle oder sogar die persönliche Meinung des Zusammenstellers zu dem Gedicht angegeben worden. Ein weiteres Charakteristikum des Man’yōshū ist die Wiederholung der Gedichte in leicht abgewandelten Versionen.
Erst Kaiser Murakami befasste sich wieder mit der Sammlung. In den bis dahin verstrichenen zwei Jahrhunderten war weitgehend vergessen worden, wie die durchweg chinesischen Schriftzeichen zu lesen waren. Murakami setzte daher eine fünfköpfige Kommission ein, die begann die Lesung in Kana zu notieren. Diese als Koten („alte Lesung“) bekannte Notation von 951 folgte die Jiten („zweite Lesung“) einer sechsköpfigen Kommission. Die Lesung von danach noch 152 verbleibenden Gedichten wurde dann im 13. Jahrhundert von dem Mönch Sengaku erarbeitet (Shinten, „neue Lesung“).
Eines der wichtigsten Quellbücher des Man’yōshū war das Ruijū Karin (類聚歌林, „Wald eingeordneter Verse“), das in späterer Zeit verloren gegangen ist. Fertiggestellt wurde es von Yamanoe Okura, einem der ersten Man’yōshū-Poeten und einem begeisterten Verehrer der chinesischen Literatur. Es ist nicht viel über das Werk bekannt, aber man nimmt an, dass es mindestens als Vorlage für die ersten zwei Bände diente. Eine weitere Quelle stellte das Kokashū (古歌集, „Sammlung alter Gedichte“) dar. Darüber hinaus werden im Man’yōshū die als Hitomaro, Kanamura, Mushimaro und Sakimaro bekannten Sammlungen erwähnt.
Normalerweise geht einer Dichtung oder einer Gruppe von Dichtungen im Man’yōshū der Name des Autors, ein Vorwort und nicht selten ein Vermerk voraus. Im Vorwort und Vermerk ist zumeist der Anlass, Datum und Ort, aber auch die Quelle des Gedichtes angegeben. Geschrieben ist all dieses in Chinesisch. Sogar chinesische Dichtungen, auch wenn ganz selten, kommen in den Büchern des Man’yōshū vor. Die Gedichte selbst sind in chinesischen Schriftzeichen, den Kanji geschrieben. Bemerkenswert ist, dass die Zeichen meistens wegen ihres phonetischen Wertes aus dem Chinesischen entliehen wurden, was als Manyōgana bezeichnet wird. Teilweise wurden die Zeichen auch semantisch verwendet, mit der entsprechenden japanischen Lesung (logografische Verwendung). Erst aus den Manyōgana entwickelten sich die Kana, die Silbenschrift Japans. Mehrere Kanji konnten ein und denselben phonetischen Wert haben. Das stellte eine große Herausforderung für die Übersetzung des Man’yōshū dar.

## Lyrische Formen
Das Gedicht (Lied) im Man’yōshū besteht aus mehreren Versen, die in der Regel abwechselnd fünf und sieben Moren beinhalten. Notiert wurde original vermutlich in Zeilen zu sechzehn oder siebzehn Zeichen.

### Tanka
Die am häufigsten vorkommende und bis heute erhaltene Form in der Anthologie ist das Tanka. Diese Gedichtform besteht aus fünf Versen mit 31 Moren: 5/7/5/7/7.

### Chōka
Daneben finden sich im Man’yōshū die sogenannten Langgedichte oder Chōka. Ein Chōka besteht auch aus 5 oder 7 Moren je Vers und wird mit einem siebenmorigen Vers abgeschlossen: 5/7/5/7/5…7/7. Die Langegedichte sind nach chinesischem Vorbild gebildet. Ihnen folgen häufig Kurzgedichte, sogenannte Kaeshi-uta oder Hanka (反歌, Wiederholungsgedicht). Formal handelt es sich dabei um Tanka, die in prägnenater Form eine Zusammenfassung oder einen Nachtrag darstellen.
Das längste Chōka in der Anthologie überschreitet 150 Verse jedoch nicht. Insgesamt befinden sich 262 der Langgedichte im Man’yōshū, davon einige aus der Feder von Kakinomoto Hitomaro, einem der bedeutendsten Poeten. Das Chōka selbst verlor im 8. Jahrhundert an Bedeutung, während die Bedeutung des Tanka zunahm.

### Sedōka
Neben diesen beiden Formen findet man zudem das „Kehrverslied“ (Sedōka). Es kommt in der Sammlung der Zehntausend Blätter 61 Mal vor. Es handelt sich dabei um die Kombination zweier Halbgedichte, dem Kata-uta (片歌), das charakterisiert ist durch die zweimalige Wiederholung des Tripletts 5/7/7, also: 5/7/7/5/7/7. Das Sedōka wurde mit der Zeit immer ungebräuchlicher und geriet schließlich in Vergessenheit.

### Bussokusekika
Zuletzt ist noch eine Sonderform, das Bussokusekika (仏足石歌, wörtlich „Buddhafußspurgedichte“) mit nur einem Exemplar im Man’yōshū existent. Es erinnert an ein Steinmonument, das die Form des Fußabdruck Buddhas besitzt und das 752 im Yakushi-Tempel nahe Nara entstand. Darin eingraviert sind 21 Lieder, die bis auf den heutigen Tag erhalten blieben. Charakteristisch für diese Form sind sechs Verse mit 38 Silben: 5/7/5/7/7/7.

### Rhetorische Mittel
Weder Betonungen, Tonhöhen, Silbenlängen noch Reim werden für die Wirkung des Gedichts eingesetzt. Dies wird auf die Eigenheit der japanischen Sprache zurückgeführt, in der jede Silbe mit einem Vokal endet.
Als rhetorische Mittel wurden zum einen Alliterationen verwendet und zum anderen der Parallelismus, der im Chōka eingesetzt wurde. Zudem wurden sogenannte Kake kotoba (掛詞) eingesetzt, Wortspiele mit Homonymen, in dem eine Lesung je nach Schriftzeichen unterschiedliche Bedeutungen annehmen kann. Das japanische Wort matsu kann beispielsweise warten, aber auch Kiefer bedeuten, je nachdem, ob man das Schriftzeichen (待つ) oder (松) zugrunde legt. Ein weiteres typisch japanisches Stilmittel sind die Makura kotoba (枕詞), „Kopfkissenwörter“ genannt, da sie sich semantisch an das Bezugswort anlehnen. In ihrer Funktion sind sie mit den Epitheta ornantia (schmückende Beiworte) vergleichbar. Es handelt sich um einzelne Worte oder Sätze, im Allgemeinen mit fünf Silben, die in Gedichten mit anderen festgeschriebenen Wörtern oder Phrasen verbunden sind. Durch die semantische Überlagerung konnte der Dichter Assoziationen und Klänge erzeugen und dem Gedicht dadurch Höhen und Tiefen verleihen. Makura kotoba kamen bereits im Kojiki und Nihonshoki vor, wurden jedoch erst durch Kakinomoto Hitomaro im Man’yōshū etabliert.
Die längeren Joshi (序詞), Einführungswörter, sind dem Kopfkissenwort ähnlich aufgebaut, jedoch länger als fünf Moren und wurden meist als eine Form des Prologs eingesetzt.
Von den genannten drei Mitteln ist das Kake kotoba zwar formal das einfachste, in der japanischen Dichtkunst zugleich aber sehr bedeutend und für Übersetzer eine große Herausforderung.
Beispiel: Buch II, Gedicht 1 von Iwa no hime:
| Kanbun                                       | Japanische Lesung                                        | Romaji                                                                      | Übersetzung |
| -------------------------------------------- | -------------------------------------------------------- | --------------------------------------------------------------------------- | --- |
| 君之行 氣長成奴 山多都祢 迎加将行 待尓可将待 | 君が行き 日長くなりぬ 山尋ね 迎へか行かむ 待ちにか待たむ | Kimi ga yuki kenagaku narinu yama tazune mukae ka yukamu machi ni ka matamu | Dein Fortgehen ist schon lange geworden Soll ich auf dem Berge suchend [Ihm] entgegen gehen Oder soll ich wartend auf ihn warten? |

Yamatazu no ist hier Makura kotoba zu mukae. Das metrische Schema ist: 5-7-5-7-7.

## Inhalt
In seiner Qualität unterliegt das Man’yōshū keinesfalls einer der bekannten chinesischen Sammlungen und in Quantität kann es mit der griechischen Anthologie verglichen werden. Im Gegensatz zu einer anderen wichtigen Gedichtssammlung, dem Kokin Wakashū, sind im Man’yōshū sowohl Dichtungen des Hofes als auch die der Menschen auf dem Land enthalten. Die Spanne reicht sogar bis zu Sakimori, den „Dichtungen der Grenzsoldaten“ und den Dichtungen der östlichen Provinzen, Azuma Uta, in ihrem groben Dialekt. Neben der prachtvollen Wiedergabe des Stadtlebens koexistieren lebhafte Beschreibungen des ländlichen Lebens. Diese Anthologie reflektiert das japanische Leben zu der Zeit ihres Entstehens und verdeutlicht Berührungen mit dem Buddhismus, Shintoismus, Taoismus und Konfuzianismus.
Zu den frühen Werken werden vor allem die Schöpfungen der kaiserlichen Familie gezählt, die eine Vorliebe zu dem Volksliedhaften oder auch Zeremoniellen aufweisen. Ein gutes Beispiel dafür ist das dem Kaiser Yūryaku (456–479) zugeschriebene Gedicht Yamato no kuni („Das Land Yamato“), welches das Man’yōshū eröffnet.

### Zu den einzelnen Büchern
Wie bereits erwähnt, besteht das Man’yōshū aus 20 Bänden. Man nimmt an, dass die ersten beiden Bücher der Sammlung auf den Befehl des Kaisers zusammengestellt wurden. Buch I beinhaltet Werke der Zeitspanne zwischen der Regentschaft des Kaisers Yūryaku (456–479) und dem Anfang der Nara-Zeit. Buch II dagegen deckt eine längere Periode ab: Es enthält Lieder, die dem Kaiser Nintoku (313–399) zugeschrieben werden und diejenigen, die auf 715 datiert wurden. Beide Bücher sind im Vergleich zu den anderen Bänden eher weniger umfangreich, die Gedichte erscheinen in chronologischer Reihenfolge und sind im so genannten „Frühen Palaststil“ geschrieben. Buch III beschreibt die Periode zwischen der Regierungszeit der Kaiserin Suiko (592–628) und dem Jahr 744. Konträr zu den Vorgängern beinhaltet das Buch eher die Dichtungen der Ländereien. Man kann allgemein sagen, dass in den ersten drei Büchern des Man’yōshū die Poeten des Ōtomo-Klans außerordentlich präsent sind.
Im Buch IV befinden sich zum ausschließlich Sōmonka aus der Nara-Zeit. Der Schlüsselbegriff des Buches IV ist koi. Die wohl beste Übersetzung des Begriffs ist „Verlangen“, solches, das nie erwidert wird. Als Resultat entsteht Frustration, die stark zur Geltung kommt.
Buch V deckt die Jahre zwischen 728 und 733 ab und enthält einige wichtige Chōka. Im Anbetracht der umfassten Zeitspanne und der Dichter ist das Buch VI den Büchern IV und VIII sehr ähnlich. Es beinhaltet 27 Chōka und einige Reise- und Bankettdichtungen. Das Buch VII wie auch die Bücher X, XI und XII, mit anonymen Dichtungen bestückt, deckt die Periode zwischen der Regierungszeit der Kaiserin Jitō (686–696) und der Kaiserin Genshō (715–724) ab. Es enthält mehrere Lieder der Hitomaro-Sammlung und bezieht einen weiteren wichtigen Teil, 23 Sedōka, ein. Die Bücher XI und XII können der Fujiwara- und der frühen Nara-Zeit zugeordnet werden. Die Dichtungen dieser Bücher tragen eher den volksdichterischen Charakter. Buch IX offenbart uns Dichtungen aus Zeit zwischen der Regierungsperiode des Kaisers Jomei (629–641) und, abgesehen von einem Tanka des Kaisers Yūryaku, 744. Bezogen wurden die Lieder zum großen Teil aus den Hitomaro und Mushimaro Sammlungen. Buch XIII weist ein einzigartiges Repertoire von 67 Chōka auf, wovon die Mehrheit auf die Zeit des Kojiki und Nihonshoki datiert wird. Einige Exemplare stammen jedoch unmissverständlich aus den späteren Perioden. Die Sammlung der Dichtungen der östlichen Provinzen findet man im Buch XIV. Weder die Autoren, noch das Datum der Zusammenstellung ist bekannt, doch zeigt sich ein eindeutiger Unterschied zu den Provinzgedichten, in Stil und Sprache. Buch XV beinhaltet unter anderem eine Reihe von Meeresdichtungen, geschrieben von den Mitgliedern der Gesandtschaft nach Korea um 736 und einige Liebesgedichte, datiert 740, die von Nakatomi Yakamori und seiner Geliebten Sanu Chigami ausgetauscht wurden. Die im Buch XVI abgehandelten Dichtungen beschreiben den Zeitraum zwischen der Regierungszeit des Kaisers Mommu (697–706) und der Tempyō-Ära (729–749).
Generell wird der Dichter Ōtomo no Yakamochi als der Zusammensteller der ersten 16 Bücher des Man’yōshū betrachtet. Auch ist es bewiesen, dass zwischen den Büchern I bis XVI und den nachfolgenden vier eine Zeitlücke besteht.
Bücher XVII bis XX werden als persönlich gesammelte Werke von Ōtomo no Yakamochi angesehen. Jedes der vier Bücher gehört der Nara-Zeit an, Buch XVII deckt die Jahre 730 bis 740, Buch XVIII 748 bis 750 und Buch XIX 750 bis 753 ab. Insgesamt beinhalten diese drei Bände 47 Chōka, der Inhalt des Buches XIX wird zu zwei Drittel durch Yakamochis Werke bestimmt, hier befindet sich der Großteil seiner Meisterwerke. Buch XX umfasst die Jahre 753 bis 759. Hier sind die Sakamori niedergeschrieben, die Lieder der Grenzsoldaten, welche die Küste von Kyūshū bewachten. Name, Rank, Provinz und Status jedes einzelnen Soldaten sind zusammen mit der dazugehörigen Dichtung aufgezeichnet. Das Jahr 759, das letzte vorkommende Datum im Man’yōshū an das die Anthologie abschließende Gedicht, verfasst durch Yakamochi, angehängt.

## Herausragende Poeten

### Kakinomoto no Hitomaro
Ab der Hälfte des 7. Jahrhunderts bildete sich ein professioneller Stand der Poeten am Hofe heraus, wo Kakinomoto no Hitomaro (um 662 bis um 710) eine nicht unbedeutende Rolle gespielt hat. Von seinem Leben ist nichts bekannt, doch hatte er einen wesentlichen Anteil von 450 Gedichten, davon 20 Chōka, im Man’yōshū. Die von ihm geschaffene Gedichte lassen sich in zwei Kategorien teilen: Jene, die er in seiner Funktion als Hofpoet sozusagen auf Bestellung gemacht hat und die, die er aus seinen persönlichen Empfindungen heraus kreierte. Zu ersteren gehören Elegien auf den Tod von Mitgliedern des Kaiserhauses. Besonders in den Chōka zeigte er seine ganze künstlerische Geschicklichkeit. Durch Verwendung von joshi und makura kotoba, begleitet von refrainartigen Wiederholungen wusste er den Klang des Gedichtes zu gestalten. Das Langgedicht fand mit Hitomaro neben seinen Höhepunkt auch sein Ende. Der Hofdichter Yamabe no Akahito versuchte zwar, die Tradition des Chōka fortzuführen, jedoch gelang es ihm nicht, an die Meisterleistung von Hitomaro heranzureichen. Für den Untergang der Chōka gab es mehrere Gründe. Das Chōka kannte nur wenige stilistische Mittel, wie zum Beispiel die Gestaltung mit 5 und 7 Silben. Wie bereits erwähnt, spielten Reime oder Akzente keine Rolle, konträr zu dem europäischen Gedicht. Des Weiteren handelte es sich bei den Langgedichte um Lobpreisungen an den Kaiser, mit nur wenigen Ausnahmen. So wurden die Dichtungen keinesfalls vielfältig gestaltet. Zuletzt verkörperten die Dichtungen Hitomaros kein Ideal, sondern drückten lediglich die absolut loyale Haltung gegenüber dem „Großen Herrscher“ aus.
Die zweite Gruppe seiner Gedichte, die persönlichen Empfindungen, präsentiert ihn als einen ausgezeichneten Dichter, besonders im Bezug auf die Elegien, die er auf den Tod seiner Frau schrieb.

### Yamabe no Akahito
Zu den zentralen Themen des Man’yōshū zählten Liebe sowie Schmerz über den Tod. Die sich damit befassenden Gedichte bezogen ihre Metaphern aus der unmittelbar nahen natürlichen Umgebung, wodurch das Liebesempfinden durch Blüten, Vögel, Mond und Wind ausgedrückt wurde, der Schmerz dagegen bediente sich der Metaphern wie Berge, Flüsse, Gras und Bäume. Zweifellos bestand dem Wechsel der Jahreszeiten eine besondere Affinität. Jedoch wurde der Naturbegriff nicht in seiner gesamten Bandbreite behandelt. So geschah es, dass zum Beispiel der Mond als das Motiv vielen Gedichten diente, die Sonne und die Sterne dagegen kamen eher selten in den Dichtungen vor. Des Weiteren wurde das küstennahe Meer den Weiten der See vorgezogen.
Der Dichter Yamabe no Akahito, bekannt durch seine Landschaftsdichtungen, schrieb seine Gedichte, im Gegensatz zu Hitomaro, auch dann, wenn kein besonderer Anlass dazu bestand. Themen seiner Gedichte waren keine riesigen Berge, sondern der Kaguyama, ein Hügel von 148 Metern Höhe, nicht das Meer, sondern die kleinen Buchten mit ihren Fischerbooten.
Weil Akahito nur Naturgedichte erschuf und sich keineswegs in dieser Richtung weiterentwickelte, wurde er zwangsläufig zum Spezialisten der Naturdichtung. Er entdeckte, dass Lyrik auch ohne Intuition und Originalität möglich war. So wurde er zum ersten professionellen Poeten der japanischen Dichtkunst, was seine historische Bedeutung beschreibt.

### Yamanoue no Okura
Ein weiterer Dichter spielte im Man’yōshū eine wichtige Rolle: Yamanoue no Okura. Man weiß nichts über seine Herkunft, doch berichtet das Nihonshoki, dass ein „Yamanoue no Okura, ohne Hofrang“ ein Mitglied der Gesandtschaft nach China im Jahre 701 war. Nach drei Jahren Aufenthalt kehrte er nach Japan zurück und wurde 714 in den Adelstand erhoben. 721 wurde er Lehrer des Kronprinzen. 726 wurde er als Gouverneur von Chikuzen nach Kyūshū entsandt. Mehrere Jahre später erkrankte er und schrieb 733 einen „Text, sich selbst zum Trost angesichts des langen Leidens“, in dem er die Symptome seiner Krankheit beschrieb.
Während des China-Aufenthaltes perfektionierte Okura seine Fähigkeit, chinesische Texte zu verfassen, die einen starken taoistischen und buddhistischen Einfluss erkennen lassen. So zitiert er in dem Vorwort zu einem seiner Gedichte „Zurechtweisung eines verirrten Geistes“ (V/800) die Sankō und die Gokyō, essentielle konfuzianische Begriffe. Ein weiteres Gedicht, dass er niederschrieb, eine Elegie auf den Tod seiner Frau (V/794) zeigt massive buddhistische Einflüsse.
Okuras Liebe zu Familie und Kindern war ein großes Thema seiner Gedichte. Sein bereits oben erwähntes Gedicht „Lied beim Verlassen eines Banketts“ war maßgebend, denn niemand außer ihm hat je wieder solche Verse geschrieben. Seit der Edo-Zeit galt es sogar für einen Mann als beschämend, sich von einem Bankett aus familiären Gründen zu entfernen. Eine zweite Thematik seiner Gedichte stellte die Last des Alters dar. Begleitend dazu sein „Gedicht über die Schwierigkeit, in dieser Welt zu Leben“, in dem er über das unmittelbar kommende Alter klagt.
Zum dritten großen Themenbereich Okuras gehören Dichtungen über Elend, Armut und Herzlosigkeit des Steuereintreibers. Das folgende Gedicht, ein Gegenvers zum Chōka Dialog über die Armut (V/892), macht seine Gedanken deutlich:
Bitter und elend
ist mir das Leben.
Kann fort nicht fliegen,
bin ja kein Vogel.
(V/853)
Diese Thematik wurde von keinem seiner Zeitgenossen oder Nachfolger je wieder angerührt.

### Ōtomo no Yakamochi
Der Sohn des Ōtomo no Tabito, Yakamochi (718?–785) verbrachte seine Jugendjahre in Kyūshū. Nachdem sein Vater verstorben war, wurde er zum Oberhaupt des Hauses Ōtomo. Seine politische Laufbahn war nicht erfolglos: Er diente als Gouverneur verschiedener Provinzen, hielt sich aber auch des Öfteren am Hof in Nara auf. 756 war er in ein erfolgloses Komplott gegen die am Hofe einflussreichen Fujiwara verwickelt, was den Stern seiner politischen Karriere sinken ließ.
Ōtomo no Yakamochi zählt zu den Hauptzusammenstellern des Man’yōshū, welches rund 500 Gedichte von ihm enthält, das letzte aus dem Jahre 759. Sein Verdienst liegt weder in der Originalität noch in der Sprache oder Empfindungskraft seiner Dichtungen, er liegt eher darin, dass Yakamochi es schaffte den Ausdruck des Naturempfindens zu verfeinern und somit zu der Welt des Kokinshū (um 905) wenn nicht gar zu der des Shin-kokinshū (um 1205) überzuleiten.

## Die Hof- und Volksdichtung
Die Poesie der Aristokratie des 7. Jahrhunderts betrachtete auf der einen Seite das Langgedicht als eine repräsentative Form der Dichtung und verwendete diese vor allem zu besonderen und kollektiven Anlässen. Auf der anderen Seite entwickelte sich das lyrische Gedicht in dem Tanka, dem Kurzgedicht, welches zu dem Ventil des persönlichen Empfindens wurde. Das wiederkehrende Motiv des Tanka bildete die Liebe zwischen Mann und Frau, belegt mit Metaphern aus der natürlichen Umgebung. Trotzdem die Übernahme der festländischen Kultur bereits begonnen hatte, konnte das chinesische Gedankengut noch nicht in die tiefliegende Gedankenschichten vordringen. Selbst zur Blütezeit der buddhistischen Kunst in der Tempyō-Ära (729–749) manifestierten sich die buddhistischen Gedanken nicht in der Lyrik des Adels. „Die Dichter des 8. Jahrhunderts schilderten eine von menschlichen Belangen losgelöst betrachtete Natur (Yamabe no Akahito), spürten den psychischen Verwerfungen der Liebe nach (Ōtomo no Sakanoue), oder besangen die Nuancen einer höchst verfeinerten Empfindungswelt (Ōtomo no Yakamochi)“. Als zentrales Thema der Dichtung blieb die Liebe und die Dichter des Hofes setzten sich das intensive Erleben des Augenblicks als höchstes Gebot.

### Sakimori Uta
Repräsentativ für die Volksdichtung waren zum einen Sakimori Uta (防人歌), Lieder der Grenzsoldaten (sakimori) und zum anderen Azuma Uta (東歌), Lieder der östlichen Provinzen. Der Inhalt der Sakimori Uta, mit 80 Liedern im Man’yōshū präsent, schloss sich zusammen aus drei Hauptthemen. Etwa ein Drittel der Lieder beklagt sich über die Trennung von der Frau oder Geliebten, ein weiteres Drittel gilt den Eltern oder der Mutter (nur in einem Fall dem Vater) zuhause und lediglich der Rest beschäftigt sich mit dem eigentlichen Dienst der Soldaten. Die letzteren sind aber keineswegs Lobpreisungen an den Militärdienst, häufig beklagen sich die Soldaten hasserfüllt über ihre Tätigkeit:
Was für ein gemeiner Kerl!
Mich zum Grenzer zu machen,
da ich krank darnierderlag.
(XX/4382)
Unter den Grenzsoldaten herrschte eine Hierarchie: Auf je 10 Soldaten kam ein Untergruppenführer. Im Gegensatz zu dem einfachen Soldaten wurden von den Untergruppenführern teilweise ganz andere Art von Liedern überliefert:
Von Stund an
will ich nicht rückwärts schauen,
will hinausziehn,
meinem Herren zu dienen
als dessen untertänigster Schild.
(XX/4373)

### Azuma Uta
Die emotionalen Empfindungen des Menschen auf dem Land waren von den des Hofes nicht grundlegend unterschiedlich. Eine Gemeinsamkeit war zum Beispiel die gemeinsame japanische Weltsicht. Belegt wird das durch die Azuma Uta, über 230 Kurzgedichte anonymer Dichter der Provinzen. Man nimmt an, dass diese im 8. Jahrhundert entstanden sind. So gut wie keine Merkmale des Buddhismus sind in den Azuma Uta enthalten, wodurch man annehmen kann, dass sich hier die urjapanische Kultur, wie sie noch zu der Zeit erhalten war, widerspiegelt.
Wie schon in der Dichtung des Hofes bildet die Liebe zwischen Mann und Frau auch hier das zentrale Motiv. 196 der über 230 Gedichte werden von den Kompilatoren der Gruppe der Sōmonka zugeordnet, doch befinden sich unter den restlichen einige, die mehr oder minder direkt das Thema Liebe ansprechen. Konträr zu den Poeten des Hofes gibt es kaum Naturdichtung, losgelöst von Liebesempfinden. Nur 2 Gedichte erwähnen den Tod. Die Beschreibung der Liebe zwischen Mann und Frau weist nur einige wenige Verben vor, die entsprechend häufig vorkommen. Diese lassen sich in zwei Gruppen teilen: Jene, die sich auf den direkten körperlichen Kontakt beziehen, und solche, die die psychische Seite der Liebe behandeln. Zu den ersten gehört zum Beispiel nu, schlafen im Sinne von Beischlaf. Die andere Gruppe beinhaltet Verben wie kofu, lieben, oder mofu, sich sehnen.
Azuma Uta spiegelt den Volksglauben wider, welcher versucht, mittels Orakel, dem Deuten von Worten Vorbeigehender und dem Verbrennen der Schulterblattknochen einer Hirsches die unmittelbar nahe Zukunft zu bestimmen, gar auf sie Einfluss zu nehmen.